# 王岗 (演员)
王岗（1964年—），别名小王刚，中国演員，曾参与戏曲、话剧表演。与扮演和珅的演员王刚名字同音，两人也曾合作多部作品，如《倚天屠龙记》、《一生為奴》，電視代表作品《秦王李世民》的长孙无忌、《射雕英雄传》的王处一。

## 电视剧作品
- 《贺兰雪》 —敖干
- 《无字碑歌》 —娄师德
- 《皇后驾到》—朱亮祖
- 《汉武帝》—張騫
- 《太平天国》—李开芳、李世贤
- 《孝庄秘史》—袁崇焕
- 《神医侠侣》—審食其
- 《倚天屠龙记》—宋远桥
- 《秦王李世民》—长孙无忌
- 《射雕英雄传》—王處一
- 《一生為奴》—醇亲王奕譞
- 《刁蛮公主》—宰相文章
- 《上错花轿嫁对郎》 —王胡子
- 《碧血剑》—歸辛樹
- 《杨乃武与小白菜》—恭亲王奕訢
- 《萧十一郎》—萧沛 二锅头
- 《楚留香传奇》—薛笑人
- 《殷商传奇之仙术与魔法的冲击PK》—李靖
- 《拿什么拯救你我的爱人》—王主任
- 《聊斋3之江城》—聂青云
- 《敌营十八年》—胡金山（国民党军统特工）
- 《红日》—丁善元
- 《天涯织女》—宋度宗 (趙孟啟)
- 《金钗谍影》
- 《風雲天地》—Thomas Wong
- 《仙侠剑》
- 《六扇門》—曹淵
- 《颤抖吧，阿部！》 —唐繼忠
- 《颤抖吧阿部之朵星风云》 —唐繼忠（老年）
- 《大軍師司馬懿之軍師聯盟》—孫資
- 《且試天下》—幽王